# Vesjolyje istorii
Vesjolyje istorii (russisk: Весёлые истории) er en sovjetisk spillefilm fra 1962 af Veniamin Dorman.

## Medvirkende
- Mikhail Kisljarov som Deniska Korabljev
- Aleksandr Kekisj som Misjka Slonov
- Nadezjda Fomintsina som Aljonka
- Jelena Druzjinina som Lenotjka
- Tamara Loginova som Antonina Korabljeva